# Tunnel des Sévines
Le tunnel des Sévines est un tunnel routier sis sur la commune de Gennevilliers dans le département des Hauts-de-Seine. Il est intégralement situé sur la RN 315.

## Description
D'une longueur de 400 mètres, il permet la traversée du rond-point Pierre-Timbaud. Ce tunnel passe sous la ligne T1 du tramway RATP. Il tire son nom du tout proche parc des Sévines.
En 2017, son trafic journalier s'élevait à 41500 véhicules environ.